# Память (песня)
«Па́мять» — произведение эстрады в жанре популярной музыки. Музыка и слова Игоря Талькова (1977). Получила известность после исполнения Валерием Леонтьевым на фестивале «Песня года» (1990), а также исполнения песни Игорем Тальковым на концертах и студийных изданий песни в исполнении автора (с 1993 года).

## История создания
Песня «Память» была написана Игорем Тальковым в 1977 году, когда он приехал домой в отпуск из армии, и являлась одной из первых песен музыканта. Эта лирическая песня была посвящена школьной любви Талькова Светлане Вепренцевой.
Игорь тяжело переживал расставание, в течение трёх лет, прошедших после их расставания со Светланой, он, по его собственным словам, стал употреблять алкоголь и даже тяжёлые наркотики, чтобы забыть обо всём. Но ничего не помогало. Пытался покончить жизнь самоубийством: пытаясь разбиться насмерть, он прыгал с четвёртого этажа здания (там где он жил, самые высокие здания были 4-этажные), лёг головой на рельсы железнодорожных путей в ожидании поезда, где его своевременно застал отец, Владимир Максимович Тальков. Игорь первый раз в жизни получил пощёчину от своего отца, который упрекнул сына: «Подонок! Мать в больнице лежит, а ты тут со своей „любовью“ всех уже достал!». Игорь зажёг дома свечи, включил музыку и написал стихи для песни «Память».
Длительное время песня не имела известности, так как Игорь Тальков к тому времени ещё не выступал на большой сцене.
Игорь Тальков, предпочитая в конце 1980-х начале 1990-х исполнять репертуар из остросоциальных песен, передал свою лирическую песню «Память» популярному в тот период на советской эстраде певцу Валерию Леонтьеву. В 1990 году Леонтьев исполнил эту песню на фестивале «Песня года», сделав её известной широкой публике. Песня «Память» вошла в 9-й релиз Леонтьева «Грешный путь», изданный также в 1990 году.
После гибели Игоря Талькова песня «Память» вышла также в ряде посмертных альбомов музыканта в студийном и концертном варианте исполнения. Впервые она была издана в исполнении Игоря Талькова в альбоме «Моя любовь» в 1993 году, а в 1996 году она вышла в альбоме «Память», дав тем самым название всему данному альбому, и затем ещё неоднократно переиздавалась.

## Издания

### В дискографии Валерия Леонтьева
- «Грешный путь» (1990)

### В дискографии Игоря Талькова
- «Моя любовь» (1993);
- «Память» (1996);
- «Лучшие песни» (2001);
- «Моя любовь» (2001), с дополнительным концертным вариантом исполнения 1984 года;
- «Лирика» (2003).

### В трибьюте
- «Я вернусь» (2001, исполнитель — Лариса Долина)

## Мнения
Исследователь песенной поэзии Игоря Талькова, доктор филологических наук Илья Ничипоров написал об этом произведении, что встречи художественного героя Игоря Талькова «с Памятью о живущей в глубинах души любви становятся кульминационными  моментами в его самопознании».

## Награды и достижения
- В 1989 году за песню «Память» (в совокупности с песнями «Россия», «Родина моя», «Летний дождь», «Метаморфозы», «Звезда», «Сцена», Тальков получил первую премию Международного музыкального конкурса «Ступень к Парнасу»[4].
- В 1990 году песня «Память» стала лауреатом конкурса «Песня года». Исполнил песню на конкурсе Валерий Леонтьев.

## Другие исполнения
- В 2001 году песня «Память» также была записана Ларисой Долиной и вошла в трибьют-альбом «Я вернусь»[5], в котором лучшие песни музыканта были исполнены звёздами российской эстрады в память десятитилетия со дня гибели Талькова.